# Circolo Nautico Posillipo

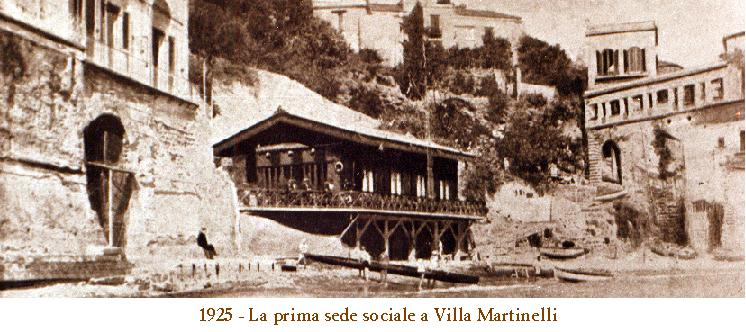
La prima sede sociale a Villa Martinelli nel 1925

Il Circolo Nautico Posillipo è un circolo polisportivo italiano con sede a Napoli, che si dedica maggiormente agli sport acquatici.
-nel 2020 il sodalizio ha vinto 103 medaglie d'oro, 90 medaglie d'argento e 119 medaglie di bronzo tra Olimpiadi (65 partecipazioni), Campionati Mondiali ed Europei, 458 titoli Italiani, 38 scudetti, 19 trofei del Giocatore ed alcune decine di Coppe Nazionali ed Internazionali nelle varie discipline.

## Storia
Il Circolo Nautico Posillipo fu fondato il 15 luglio 1925 da parte di 12 soci dissidenti del Circolo Canottieri Napoli. Denominato come Circolo Nautico Giovinezza il primo presidente fu il principe Andrea Carafa D'Andria mentre il presidente onorario fu Benito Mussolini, il guidone si ispirava al gagliardetto fascista.
La prima sede del circolo fu uno chalet in legno in Via Posillipo all’altezza di piazza San Luigi,di proprietà della Famiglia Martinelli, mentre per dotarsi di alcune imbarcazioni, i 12 fondatori versarono 5000 lire a testa. L'anno successivo a causa dello spazio limitato il circolo acquistò un hangar nel porto di Napoli dove i primi allenamenti avvenivano, in seguito il circolo iniziò ad espandersi verso la terraferma venendo trasportato via mare nella sua posizione odierna, grazie al comune di Napoli che affittò al sodalizio Villa Mon Plaisir,poi venne realizzato uno chalet in legno e un campo da tennis in oltre costruirono un salone da feste ricevendo così ospiti in occasioni di manifestazione mondane.

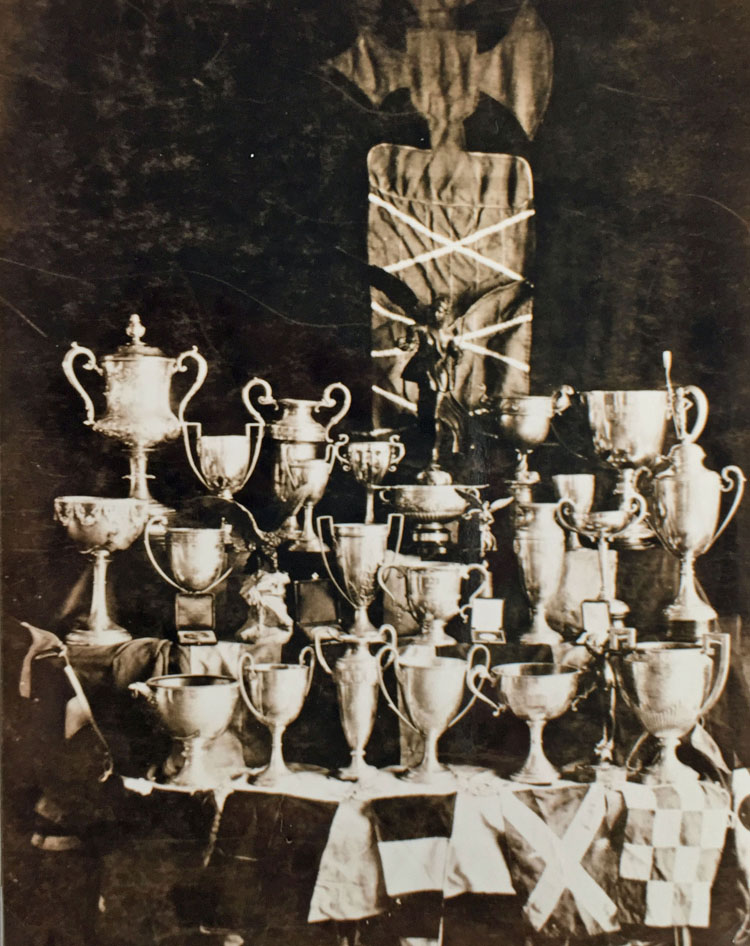
La bandiera del circolo con il fascio littorio nella sala trofei negli anni venti

Con la caduta del fascismo nel 1943, il circolo subì numerosi atti vandalici, fino ad essere requisito dagli alleati. I soci riuscirono a salvare solo le coppe ed i trofei. Grazie all'intermediazione di un ufficiale serbo che frequentava il campo da tennis del circolo, al sodalizio venne data l'opportunità di rinascere, a patto che venissero espulsi i soci dichiaratamente fascisti e che venissero cambiati i colori e la ragione sociale. Il nuovo corso prese il nome di Yacht Club Canottieri Posillipo il cui guidone che da uno sfondo nero con Il fascio littorio in oro passò a essere uguale alla Union Jack ma con al posto del blu il verde. Nel 1956 la denominazione divenne Circolo Nautico Posillipo.
Negli anni sessanta sotto la presidenza di Gaetano Cerbone, il circolo si espanse ulteriormente, anche grazie ai fondi destinati per le Olimpiadi del 1960. La posa della prima pietra avvenne il 16 agosto 1960, alla presenza del Presidente della Repubblica Italiana Giovanni Gronchi e di Giulio Andreotti. Con la nuova ristrutturazione, il circolo divenne anche un punto di ritrovo del jet-set venendo frequentato tra gli altri da Giovanni Leone, Sophia Loren, Gina Lollobrigida, Raimondo Vianello, Sandra Mondaini, Renato Rascel, Totò, Carlo Campanini e Walter Chiari.
Nel 1967 il presidente del rilancio durante il precedente decennio, Gaetano Cerbone, lascia la massima carica, anche a causa della vicenda giudiziaria che coinvolge anche altri circoli cittadini in un'inchiesta riguardante il gioco d'azzardo, molto diffuso in quel periodo. Superato il periodo di commissariamento, i successivi presidenti diedero un'impronta diversa al circolo, che fino ad allora era stato un club chiuso per persone che vi si ritrovavano nel loro tempo libero, per diventare invece una fucina di campioni affermatisi in Italia e nel mondo.

## Colori sociali e simbolo
La bandiera ed il guidone sociale sono a fondo verde che simboleggia la speranza della rinascita con croce latina e croce di Sant'Andrea rosse orlate di bianco. La maglia sociale è a fondo verde con il guidone al centro del petto è con strisce rosse.

## Impianti e servizi
Le infrastrutture del CN Posillipo sono ubicate a Napoli in Via Posillipo 5 (sede principale) ed in Corso Vittorio Emanuele (piscina Carlo Poerio), mentre presso il Lago Patria è dislocato il Centro Sportivo per il canottaggio.
La sede principale è dislocata su due livelli a quote differenti, il primo al livello del mare. È costituito da una superficie coperta di 1743 mq dove trovano posto le sezioni di scherma, canoa, canottaggio e vela oltre ad una serie di servizi come la cucina, il bar, i servizi e gli spogliatoi. In una pertinenza scoperta di 12374 mq è ubicato il solarium, è presente una piscina di 13 metri per 25 ed un porticciolo turistico di 1614 mq. In totale la zona comprendente il porto, lo specchio d'acqua antistante e la scogliera copre una superficie di 8152 mq.

## Società

### Organigramma
L'organigramma del CN Posillipo è così composto:
- Presidente: Aldo Campagnola
- Vicepresidente sportivo: Maurizio Marinella
- Vicepresidente amministrativo: Filippo Smaldone
- Consiglieri: Lucia Cascio (casa), Antonella Davino (nuoto), Massimo Falco (comunicazione), Antonio Ilario (sport), Edoardo Le Boffe (segreteria), Giuseppe Mango (remo), Ciro Mauro (salute), Roberto Pennisi (cultura), Leo Siciliani (porto), Pasquale Giugno, Rodolfo Vastola (canoa), Claudio Zanfagna (ristorante)
- Presidente dell'Assemblea dei Soci: Guido Postiglione
- Vicepresidente dell'Assemblea dei Soci: Raffaele Sepe
- Segretario dell'Assemblea dei soci: Maurizio Gambardella
- Probiviri: Stefano Postiglione, Giuseppe Gambardella, Edoardo Barone, Guglielmo Cannone e Luigi Palazzi (supplenti Massimo Angrisano ed Enrico Viggiano)
- Revisori dei Conti: Marco Fiorentino, Stefano Romano, Igino della Volpe

### I Presidenti
Di seguito sono riportati i presidenti del CN Posillipo:
- 1925 - Andrea Carafa d'Andria
- 1927 - Stefano Colonna di Paliano
- 1934 - Gaetano Lemetre
- apr 1937 - Andrea Carafa D'Andria
- 1941 - Raffaele Anzisi
- 1942 - Ugo Pellegrini
- 1945 - Joussa Gabai
- dic 1945 - Mario Micillo
- 1946 - Giovanni Russo
- 1948 - Gaetano Catalano
- 1949 - Nicola DE Conciliis
- 1950 - Giovanni Scotto
- 1953 - Gaetano Valletta[9]
- 1954 - Gaetano Cerbone
- 1967 - Raffaele Anzisi[9]
- 1967 - Raffaele Anzisi
- 1977 - Ettore Cotroneo
- 1979 - Guido Cerciello
- 1983 - Roberto Fiore
- 1985 - Antonio Capasso
- 1986 - Guido Cerciello
- 1994 - Antonio Mazzone
- 1996 - Antonio Capasso
- 1997 - Guido Cerciello
- 2001 - Umberto Ritondale
- 2006 - Antonio Mazzone
- 2008 - Bruno Caiazzo
- 2012 - Giuseppe Gambardella
- 2013 - Maurizio Marinella
- 2015 - Bruno Caiazzo
- 2017 - Vincenzo Semeraro
- 2021 - Filippo Parisio
- 2022 - Aldo Campagnola

## Discipline
Il Circolo Nautico Posillipo pratica le discipline aquathlon (corsa, nuoto corsa), duathlon (corsa, ciclismo, corsa), triathlon, triathlon invernale (corsa, ciclismo, sci di fondo), canoa marathon, canoa polo, sprint, scherma, pallanuoto, nuoto per salvamento, nuoto, nuoto in acque libere (fondo), indoor rowing, coastal rowing e canottaggio.

### Canoa polo
La sezione di canoa polo è una delle squadre più titolate d'Italia, sia a livello maschile che femminile. La squadra maschile ha infatti vinto 7 scudetti, 8 coppe Italia e 2 titoli europei, mentre quella femminile ha vinto  8 scudetti, 3 coppe Italia e 2 titoli europei.

### Canottaggio
La sezione di canottaggio è la più titolata del sodalizio e presente fin dalla nascita del circolo. Gli atleti rossoverdi al 2020 hanno conquistato 202 titoli italiani, 45 ori, 30 argenti, 32 bronzi, 10 Coppe Montù e 22 Coppe Lysistrata.

### Pallanuoto
La sezione pallanuotistica, anch'essa presente fin dalla nascita del circolo, è una delle squadre più titolate d'Italia, nota in ambito nazionale ed europeo avendo vinto 11 scudetti e sette titoli europei.

### Scherma
La sezione di scherma fu instaurata nel 1961, come primo sport non acquatico. Tra gli sportivi che si sono formati nel vivaio del circolo si ricordano Sandro Cuomo, Raffaello Caserta, Ferdinando Meglio e Massimo Cavaliere. Con una sala d'armi tra le più conosciute d'Italia e d'Europa, l'albo d'oro degli schermidori partenopei annovera 7 ori, 5 argenti e 9 bronzi ai Campionati del mondo, 3 ori, 2 argenti e 4 bronzi ai campionati europei, 5 ori, 5 argenti e 8 bronzi in coppa del mondo, 4 argenti e 1 bronzo ai Giochi del Mediterraneo, 9 titoli ai campionati italiani oltre a svariate affermazioni in campo giovanile.

### Vela
La sezione di vela è presente fin dalla fondazione del circolo. Dopo i primi decenni in cui gli atleti si imposero in gare regionali, negli anni sessanta, grazie al nuovo porticciolo costruito per ospitare le gare di Finn e di Flying Dutchman delle Olimpiadi di Roma, la vela ebbe una forte crescita tra gli appassionati, tanto che i velisti posillipini tra il 1956 ed il 1962 si affermarono nei Campionati Europei di Lightning con una medaglia d'oro, tre d'argento e due di bronzo.